# عوض أحمد حميدان
عوض أحمد حميدان هو شاعر يمني. ولد عام 1925 في مدينة الشحر في محافظة حضرموت. درس علوم اللغة والشريعة في مدينته، ثم انتقل إلى عدن للعمل، وما لبث أن غادرها. عمل إمام مسجد ومدرساً. له أغان عاطفية ووطنية.